# Iuridicus
Nell'antica Roma iuridicus era una figura assimilabile ad un magistrato-funzionario, deputato a funzioni e mansioni sia di tipo giurisdizionale che civile all'interno dell'Impero romano.
Figura che operava ad eccezione della diocesis urbica, che invece era area di competenza del praetor urbanus, fu introdotta dall'imperatore Adriano e che in Italia venne soppiantata dal corrector da Diocleziano.
Lo iuridicus era capo dell'amministrazione giudiziaria romana ed aveva competenze e giuristidizione all'interno delle province o regioni dell'impero.
Nelle province imperiali erano chiamati anche Augusti iuridici.
Vi erano anche altre figure affini come iurìdicus Ægypti, presente anche in epoca tolemaica era nominato e dipendente direttamente dall'imperatore e appartenente alla casta equestre, e legatus iuridicus, che svolgeva in ambito giudiziario attività di rappresentanza del governatore nelle province imperiali.